# Cantherhines verecundus
Cantherhines verecundus är en fiskart som beskrevs av Jordan 1925. Cantherhines verecundus ingår i släktet Cantherhines och familjen filfiskar. Inga underarter finns listade.